# Actiocyon
Actiocyon був вимерлим родом айлуридів, який існував із середнього міоцену Північної Америки. Типовий вид, Actiocyon leardi, був описаний у 1947 році американським палеонтологом Честером Стоком.

## Опис
Голотип складався з частин морди, що містить піднебіння з кількома зубами. Сток відзначив загальну подібність до роду Alopecocyon з Європи, хоча він умовно класифікував Actiocyon як проціонід через структуру четвертого премоляра та першого моляра. Деякі пізніші автори припускають, що Actiocyon є молодшим синонімом Alopecocyon, хоча інші вважають ці два окремі, але споріднені роди через різницю в морфології зубів і щелепи. Другий і більш ранній вид, A. parverratis, був описаний Smith et al. (2016) і був найранішим відомим симоціоніном з Північної Америки.